# Vita Brevis
Vita Brevis (A vida é breve: carta de Flórida Emília a Aurélio Agostinho em Portugal) é o título de um livro de ficção de Jostein Gaarder, que trata de um suposto Codex Floriae, que teria sido comprado pelo autor em um sebo de Buenos Aires. Consistiria de uma coleção de cartas da mãe do filho de Santo Agostinho, que se chamaria Flória Emília, para o santo, revelando suas discordâncias e insatisfações por ter sido deixada pelo ascetismo do santo, uma visão de mundo mais voltada para a vida após a morte do que para a vida agora, que é breve, razão do título. O suposto Codex Floriae não tem sua autenticidade provada, já que nem é apresentado. É na verdade um recurso literário do autor, já que o livro é classificado pelas livrarias e pela própria editora como livro de ficção, e o autor não é conhecido por ser tradutor de obras em latim. Além disso, o livro se equivoca ao dar como causa da separação o ascetismo de Santo Agostinho, quando na verdade ocorreu bem antes de sua conversão. Como consta no Livro VI das Confissões, a verdadeira razão é um casamento arranjado, que interessava financeira e socialmente a Agostinho. O ascetismo andava longe de Agostinho nesta época, já que arranjara outra concubina, por ter que esperar ainda dois anos para efetivar o casamento, por ser a noiva ainda muito jovem. 
Foi editado em 1996. Jostein Gaarder é também o autor do livro O Mundo de Sofia.

## Críticas
Apesar de ter sido editado em 1996, ainda hoje, devido a este recurso literário, muitos leitores acreditam ser este livro real, e não uma obra de ficção. Vários meios anticatólicos fazem referência ao livro como forma de criticar Santo Agostinho e a Igreja Católica. Até hoje não se sabe o nome da mãe do filho de Santo Agostinho. O nome "Flória Emília" não se parece com nomes do século IV, mas lembra os nomes usados pelo autor em seu famoso livro O Mundo de Sofia.
Artigos:
- Artigo de crítica, em espanhol
- Debate no ChinaDaily BBS

## O Livro
Apesar desta controvérsia, o livro é um best-seller pela narração e análise da angústia de Flória Emília, e pelo confronto entre a filosofia epicurista (em que um dos princípios é o carpe diem) com as filosofias agostiniana e neoplatônica.